# 王新强 (1964年)
王新强（1964年2月—），男，汉族，重庆綦江人，中华人民共和国物理学家、政治人物，重庆大学教授，重庆市政协副主席，中国国民党革命委员会中央委员会常务委员、重庆市委员会主任委员，第十二、十三届全国政协委员。